# Mitki
Mitki (russe : Митьки́) est un groupe artistique russe de Saint-Pétersbourg.

## Le mouvement
Le mouvement Mitki a pour origine l'œuvre littéraire Mitki, de Vladimir Chinkarev (ru), qui se compose de huit chapitres. Les cinq premiers ont été écrits entre 1984 et 1985, et le livre n'est que quatre ans plus tard. Une version complète a été publiée en 1990. Il s'agit d'un recueil d'essais, d'anecdotes, de conversations et d'opinions ironiques et absurdes. Ils élargissent la sensibilité et la création artistique à une philosophie globale et cohérente de la vie, qui inclut même une langue développée spécifiquement à cette fin. 
Mitki est une fiction, mais elle s'appuie sur des personnages réels les combinant pour créer Mityok, l'archétype du membre de Mitki groupe, et agissant sur instructions fournies par le Mitki script. Le groupe  se composait d'artistes et d'amis issus de Saint-Pétersbourg, dont les principaux membres de Vladimir Chinkarev, Aleksandr Florenski (ru) et Dmitri Chagine (ru). Le livre éponyme de Chinkarev fournit au groupe le manifeste du mouvement. 
En 1984, la première exposition collective de peintures de Mitki se déroule pacifiquement, mais la seconde à Saint-Pétersbourg est perquisitionnée par la police. Après la Glasnost, le travail du groupe de travail est accepté par les autorités, et montré rapidement au-delà de Saint-Pétersbourg. Mitki, écrit avant et après la perestroïka de Mikhaïl Gorbatchev, exprime les transitions et les angoisses associées à cette époque. Chinkarev et Florenski poussent le groupe à développer son action dans la nouvelle Russie.
Mitki ne fait pas la promotion de principes artistiques particuliers, mais est uni par un esprit collectif : une vision optimiste et simple du monde, la représentation de la diversité de l'âme russe, le respect de l'art, de l'humour et de la liberté. Son slogan est « Mitki ne veut la défaite de personne, c'est pourquoi il va conquérir le monde ».

## Mitki-Mayer
En 1992, le groupe a produit un  film d'animation de 54 minutes  appelé Mitki-Mayer. Réalisé par A. Vassiliev, le film a une intrigue construite autour de la lecture du livre Mitki par un riche Américain du nom de M. Mayer. Après avoir été témoin du plongeon d'un bateau d'un Russe ne sachant pas nager, dans une vaine tentative de sauvetage d'une femme, il inspecte sa cabine pour savoir quel genre d'homme il était et y trouve Mitki. Le reste du film illustre chacun des chapitres du livre. Après l'avoir lu, M. Mayer décide de rejoindre la Russie, de céder ses biens et de se joindre au groupe Mitki. Le film a été diffusé en vidéo.